# The Twins
The Twins je horský masiv se dvěma hlavními vrcholy: North Twin a South Twin. North Twin je s nadmořskou výškou 3 733 metrů třetí nejvyšší horou Kanadských Skalnatých hor. South Twin je s nadmořskou výškou 3 581 metrů devátou nejvyšší horou Kanadských Skalnatých hor. The Twins leží v jižní části Národního parku Jasper, na jihozápadě provincie Alberta, v Kanadě.
Horský masiv leží v centrální části Kanadských Skalnatých hor, 6,5 km (South Twin), respektive 8,5 km (North Twin) severně od druhé nejvyšší hory Kanadských Skalnatých hor Mount Columbia. Součástí North Twin je také druhotný vrchol Twins Tower, který je s nadmořskou výškou 3 627 metrů pátým nejvyšším vrcholem Kanadských Skalnatých hor.